# Cristian Alexis Borja
Cristián Alexis Borja González (Quibdó, 18 de fevereiro de 1993) é um futebolista colombiano que atua como lateral-esquerdo. Atualmente está no América, do México.

## Carreira

### Internacional Palmira
Estreou profissionalmente em 15 de janeiro de 2015 pelo Internacional Palmira (antigo Cortuluá), no quadrangular da promoção do clube contra o América de Cali. No mesmo ano conseguiram a promoção à primeira divisão onde tiveram um grande desempenho e chamaram a atenção de diversas equipes colombianas como Atlético Nacional, Deportivo Cali e Millonarios.

### Independiente Santa Fe
Em 2016 foi emprestado, com opção de compra, ao Independiente Santa Fe, com o qual disputou importantes campeonatos nacionais como a primeira divisão, no qual foi campeão, e campeonatos internacionais como a Copa Libertadores da América. Também foi campeão da Copa Suruga Bank 2016 e da Superliga da Colômbia 2017.

### Toluca
No dia 13 de janeiro de 2018, foi contratado pelo Toluca, sendo sua primeira experiência internacional. Estreou no dia 24 de janeiro de 2018, na derrota por 2-1 para o Santos Laguna pela Copa México. Seu primeiro gol pelo clube foi marcado no dia 6 de maio, no empate por 2-2 contra o Monarcas Morelia, nas eliminatórias para as semifinais da Liga MX.

### Sporting
No dia 24 de janeiro de 2019, foi confirmada a sua transferência para o Sporting, clube que adquiriu 80% da sua transferência em troca de 3,2 milhões de euros. Estreou no dia 6 de fevereiro de 2019, na derrota por 2-1 no clássico contra o Benfica, no jogo de ida das semifinais da Copa de Portugal. No dia 27 de janeiro de 2020, marcou seu primeiro gol pelo clube, na vitória por 1-0 sobre o Marítimo. Conquistou os titulos da Taça de Portugal 2018–19, Campeonato português 2020–21, e Taça da liga 2020–21.

### Braga
Em1 de fevereiro de 2021, foi transferido para o Braga por 3 milhões de euros. Estreou em 4 de fevereiro de 2021, como titular na vitória por 2-1 sobre o Portimonense. No dia 13 de fevereiro de 2021, marcou seu primeiro gol pelo clube, na vitória por 1-0 sobre o Santa Clara. Conquistou os títulos da Taça de Portugal 2020–21 e a Taça da Liga 2023–24. Em 20 de junho de 2024, deixou o clube português.

### Alanyaspor
Em 9 de julho de 2021, foi emprestado para o Alanyaspor. No dia 15 de agosto de 2021, marcou seu primeiro gol pelo clube, na vitória por 1-0 sobre o İstanbul, pela Süper Lig.

### América
No dia 19 de julho de 2024, o América do México anunciou a contratação de Borja.

## Seleção colombiana
Borja esteve na pré-lista da seleção colombiana para a Copa América Centenário, mas acabou ficando de fora na convocação final. Cristian Borja fez parte do elenco da seleção colombiana nas Olimpíadas de 2016.
Borja foi incluído na seleção final da Copa América 2019, atuando como reserva de William Tesillo durante o torneio.

## Vida pessoal
Em 1º de junho de 2018, a casa de Borja foi invadida por homens armados; ele saiu ileso, mas o jogador Alejandro Peñaranda foi morto e Heisen Izquierdo ficou ferido. Ele tem uma filha chamada Noah, que nasceu em março de 2020.

## Títulos
Independiente Santa Fe
- Campeonato Colombiano: 2016
- Copa Suruga Bank: 2016
- Superliga da Colômbia: 2017

Sporting
- Primeira Liga: 2020–21
- Taça da Liga: 2020–21
- Taça de Portugal: 2018–19

Braga
- Taça da Liga: 2023–24
- Taça de Portugal: 2020–21

América
- Campeones Cup: 2024

## Links externos
- Cristián Borja (em português) em Sofascore
- Cristián Borja (em português) em Soccerway